# متحف المدينة الإعلامي للتراث
متحف المدينة الإعلامي للتراث؛ هو متحف خاص للتراث الشعبي، تملكه منال سالم محمود. ويقع المتحف في المدينة المنورة في السعودية.

## الموقع
يقع المتحف في المدينة المنورة، ضمن مبنى الداودية التجاري ـ شارع قباء، ويشغل دورين مستأجرة.

## مكونات ومقتنيات المتحف
الدور الأرضي به عشر أجنحة وتتركز أهم المعروضات على عرض أفلام وثائقية للتراث والتاريخ والعمارة بالمدينة المنورة بلغات متعددة ويكتظ المتحف بالزوار للاماكن المقدسة من جميع الجنسيات .
بالمتحف قاعة عرض مسرحي لـ 120 شخص يعرض بها أفلام لتاريخ المسجد النبوي بخمسة عشر لغة .كما يحتوي المتحف مجسمات لتطور عمارة المسجد النبوي الشريف وبيوت زوجات النبي صلى الله عليه وسلم ومقبرة البقيع وسكة الحديد وصور عن المسجد الحرام بمكة المكرمة والكعبة المشرفة وقاعة لتراث المدينة المنورة وقسم خاص لمبيعات التراث.